# Puchar Ameryki Południowej w narciarstwie dowolnym 2024
Puchar Ameryki Południowej w narciarstwie dowolnym 2024 rozpoczął się 29 lipca 2024 r. w chilijskim ośrodku narciarskim Valle Nevado, natomiast finałowe zmagania sezonu rozegrano 30 września tego samego roku w chilijskim ośrodku narciarskim Corralco.
Łącznie zorganizowano 8 z 10 zaplanowanych zawodów dla kobiet i mężczyzn.

## Konkurencje
- SX = skicross
- SS = slopestyle
- BA = big air

## Kalendarz i wyniki

### Mężczyźni
| Lp. | Data             | Miejscowość              | Konkurencja | 1. miejsce        | 2. miejsce        | 3. miejsce        |
| --- | ---------------- | ------------------------ | ----------- | ----------------- | ----------------- | ----------------- |
| 1.  | 29 lipca 2024    | Valle Nevado             | SS          | Luke Votaw        | Francisco Salas   | Cristóbal Colombo |
| 2.  | 30 lipca 2024    | Valle Nevado             | SS          | Luke Votaw        | Luka Kuharic      | Cristóbal Colombo |
| 3.  | 1 sierpnia 2024  | Valle Nevado             | BA          | Francisco Salas   | Cristóbal Colombo | Luke Votaw        |
| 4.  | 2 sierpnia 2024  | Valle Nevado             | BA          | Cristóbal Colombo | Luke Votaw        | Francisco Salas   |
| 5.  | 17 sierpnia 2024 | Cerro Catedral-Bariloche | SS          | Manatsu Sato      | Tomás Rolotti     | Francisco Salas   |
| 6.  | 18 sierpnia 2024 | Cerro Catedral-Bariloche | SS          | Manatsu Sato      | Francisco Salas   | Ulises Dobal      |
|     | 21 września 2024 | Cerro Catedral-Bariloche | BA          | Odwołano          | Odwołano          | Odwołano          |
|     | 22 września 2024 | Cerro Catedral-Bariloche | BA          | Odwołano          | Odwołano          | Odwołano          |
| 7.  | 29 września 2024 | Corralco                 | SX          | Alexis Jay        | Gavin Rowell      | Eliott Piccard    |
| 8.  | 30 września 2024 | Corralco                 | SX          | Eliott Piccard    | Alexis Jay        | Matéo Racloz      |

### Klasyfikacje
| Lp. | Zawodnik          | Punkty |
| --- | ----------------- | ------ |
| 1.  | Francisco Salas   | 430    |
| 2.  | Cristóbal Colombo | 382    |
| 3.  | Luke Votaw        | 340    |
| 4.  | León Lorenzini    | 247    |
| 5.  | Santiago Magni    | 223    |
| 6.  | Manatsu Sato      | 200    |
| 7.  | Luka Kuharic      | 196    |
| 8.  | Nahuel Medrano    | 133    |
| 9.  | Tomás Villegas    | 129    |
| 10. | Ulises Dobal      | 110    |

### Kobiety
| Lp. | Data             | Miejscowość              | Konkurencja | 1. miejsce               | 2. miejsce               | 3. miejsce      |
| --- | ---------------- | ------------------------ | ----------- | ------------------------ | ------------------------ | --------------- |
| 1.  | 29 lipca 2024    | Valle Nevado             | SS          | Javiera Rojas            | Beatriz Doren            | Emma Montanari  |
| 2.  | 30 lipca 2024    | Valle Nevado             | SS          | Javiera Rojas            | Beatriz Doren            | Emma Montanari  |
| 3.  | 1 sierpnia 2024  | Valle Nevado             | BA          | Javiera Rojas            | Amalia Ruiz              | Emma Montanari  |
| 4.  | 2 sierpnia 2024  | Valle Nevado             | BA          | Dominique Ohaco          | Javiera Rojas            | Beatriz Doren   |
| 5.  | 17 sierpnia 2024 | Cerro Catedral-Bariloche | SS          | Kanon Kondo              | Dominique Ohaco          | Natsumi Kina    |
| 6.  | 18 sierpnia 2024 | Cerro Catedral-Bariloche | SS          | Dominique Ohaco          | Josefina Magni           | Natsumi Kina    |
|     | 21 września 2024 | Cerro Catedral-Bariloche | BA          | Odwołano                 | Odwołano                 | Odwołano        |
|     | 22 września 2024 | Cerro Catedral-Bariloche | BA          | Odwołano                 | Odwołano                 | Odwołano        |
| 7.  | 29 września 2024 | Corralco                 | SX          | Anouck Errard            | Marielle Berger-Sabbatel | Brittany Phelan |
| 8.  | 30 września 2024 | Corralco                 | SX          | Marielle Berger-Sabbatel | Stephanie Joffroy        | Lin Nakanishi   |

### Klasyfikacje
| Lp. | Zawodniczka               | Punkty |
| --- | ------------------------- | ------ |
| 1.  | Javiera Rojas             | 380    |
| 2.  | Dominique Ohaco           | 280    |
| 3.  | Beatriz Doren             | 270    |
| 4.  | Emma Montanari            | 230    |
| 5.  | Kanon Kondo               | 150    |
| 6.  | Amalia Ruiz               | 130    |
| 7.  | Natsumi Kina              | 120    |
| 8.  | Josefina Magni            | 100    |
| 9.  | Azul Mía Beveraggi Ibarra | 95     |
| 10. | Lola Sánchez Mas          | 85     |